# Полична (гмина)
Полична (пол. Policzna) — сельская гмина (волость) в Польше, входит как административная единица в Зволенский повет, Мазовецкое воеводство. Население — 5936 человек (на 2004 год).

## Демография
| Перепись                       | Всего   | Всего | Женщины | Женщины | Мужчины | Мужчины |
| ------------------------------ | ------- | ----- | ------- | ------- | ------- | ------- |
| Единицы                        | человек | %     | человек | %       | человек | %       |
| Население                      | 5936    | 100   | 3023    | 50,9    | 2913    | 49,1    |
| Плотность населения (чел./км²) | 52,8    | 52,8  | 26,9    | 26,9    | 25,9    | 25,9    |

## Поселения
1. Александрувка
2. Анджеювка
3. Антонювка
4. Бялы-Луг
5. Бердзеж
6. Хехлы
7. Чарноляс
8. Флёрянув
9. Грудек
10. Яблонув
11. Ядвинув
12. Лучинув
13. Лугова-Воля
14. Паткув
15. Пёнткув
16. Полична
17. Станиславув
18. Светликова-Воля
19. Теодорув
20. Вильчоволя
21. Владыславув
22. Войцехувка
23. Вулька-Полицка
24. Выгода
25. Завада-Нова
26. Завада-Стара

## Соседние гмины
1. Гмина Гарбатка-Летниско
2. Гмина Гневошув
3. Гмина Пёнки
4. Гмина Пшиленк
5. Гмина Пулавы
6. Гмина Зволень